# Mehrinoz Abbosova
Mehrinoz Abbosova (nacida el 23 de julio de 1995 en Uzbekistán) es una poeta, periodista y crítica literaria uzbeka. En 2017, Abbosova fue nombrada por el presidente uzbeko Shavkat Mirziyoyev como presidenta del recién creado Consejo Republicano de Artistas Jóvenes. En este cargo, dirigió numerosos festivales y otros proyectos para apoyar a artistas jóvenes en todo Uzbekistán. Abbosova también participó en proyectos destinados a crear contenido digital de calidad en uzbeko, incluido el maratón de edición WikiStipendiya en la Wikipedia uzbeka. Desde 2022,  Abbosova se desempeña como asesora del director de la Agencia de Asuntos de la Juventud de la República de Uzbekistán.

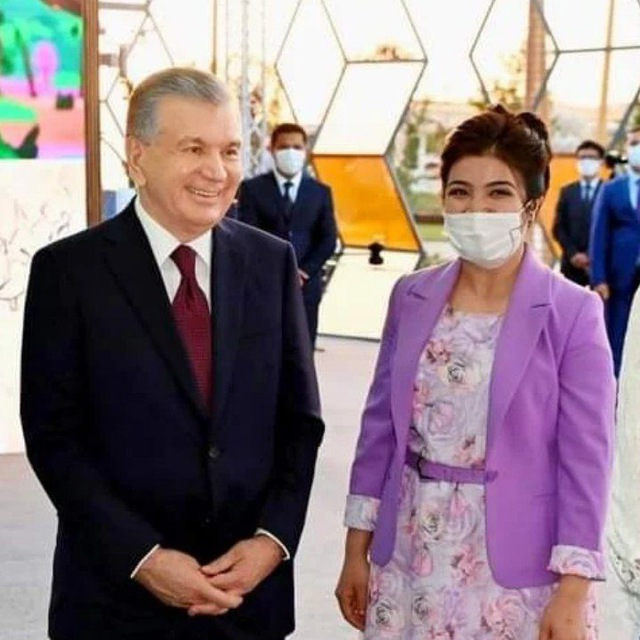
Shavkat Mirziyoyev y Mehrinoz Abbasova. Un clip de la presentación del proyecto WikiStipendiya. 30 de junio de 2022

Es miembro de la Asociación de Escritores de Uzbekistán desde 2018. Recibió el Premio Estatal Zulfiya en 2012 y la medalla Shuhrat en 2017. Ha publicado dos colecciones de poesía Men yoshlikman (2011) y Yulduzrang qoʻshiqlar (2014).

## Biografía
Mehrinoz Abbasova nació el 23 de julio de 1995 en el distrito de Çartak en la región de Namangan de Uzbekistán. Ella era la menor de 3 hermanos. Ella le da crédito a su padre Nosirjon Dehqonov como su primer maestro: 

... Ahora que lo entiendo, mi padre contó con mis pensamientos, sueños y metas desde que era niña. Aquellos que me infundieron una gran confianza. Siempre estoy orgullosa de ser hija del mejor papá del mundo, un hombre humilde y honesto.

Abbosova pasó su infancia en las ciudades de Çartak y Namangán. En 2002 comenzó a estudiar en la escuela secundaria N.º 45. Después de que su familia se mudó a Namangán en 2004, estudió en la escuela secundaria núm. 57 de 2004 a 2007, y en la escuela especializada núm. 57 de 2007 a 2011. Más tarde estudió en el Liceo n.º 2 de la Universidad Estatal de Namangan. Comenzó a estudiar inglés en 4.º grado. En la escuela, Abbosova participó en gimnasia artística y clubes de baile, y aprendió a tocar el piano. Dio clases particulares en una escuela de música. Al principio quería estudiar en el Instituto Médico de Taskent para convertirse en doctora.
A través de su interés por la poesía cuando era niña, conoció a escritores de Namangán, entre ellos Ziyaviddin Mansur y Gulomjon Akbarov. En 2012 ganó el Premio Estatal Zulfiya en el campo de la literatura. Sus libros Men yoshlikma (2011)  y Yulduzrang qo'shiqla (2014) fueron publicados con la recomendación de la Asociación de Escritores de Uzbekistán.
En 2014, Abbosova ingresó en la Facultad de Periodismo Internacional de la Universidad Estatal de Idiomas del Mundo de Uzbekistán. En 2017 pronunció un discurso en el IV congreso del Movimiento Social Juvenil Kamolot. Esto llamó la atención del presidente Mirziyoyev, quien nombró a Abbasova para presidir el recién creado Consejo Republicano de Artistas Jóvenes cuando aún era estudiante. En 2017 recibió la Medalla de la Fama.

De 2018 a 2020, completó una maestría en el Curso Superior de Literatura de la Universidad Estatal de Lengua y Literatura Uzbeka Alisher Navoi Taskent. En 2018 se incorporó a la Asociación de Escritores de Uzbekistán. Desde el 11 de febrero de 2022 trabaja como asesora del director de la Agencia de Asuntos de la Juventud de la República de Uzbekistán en cuestiones relacionadas con el idioma estatal. 

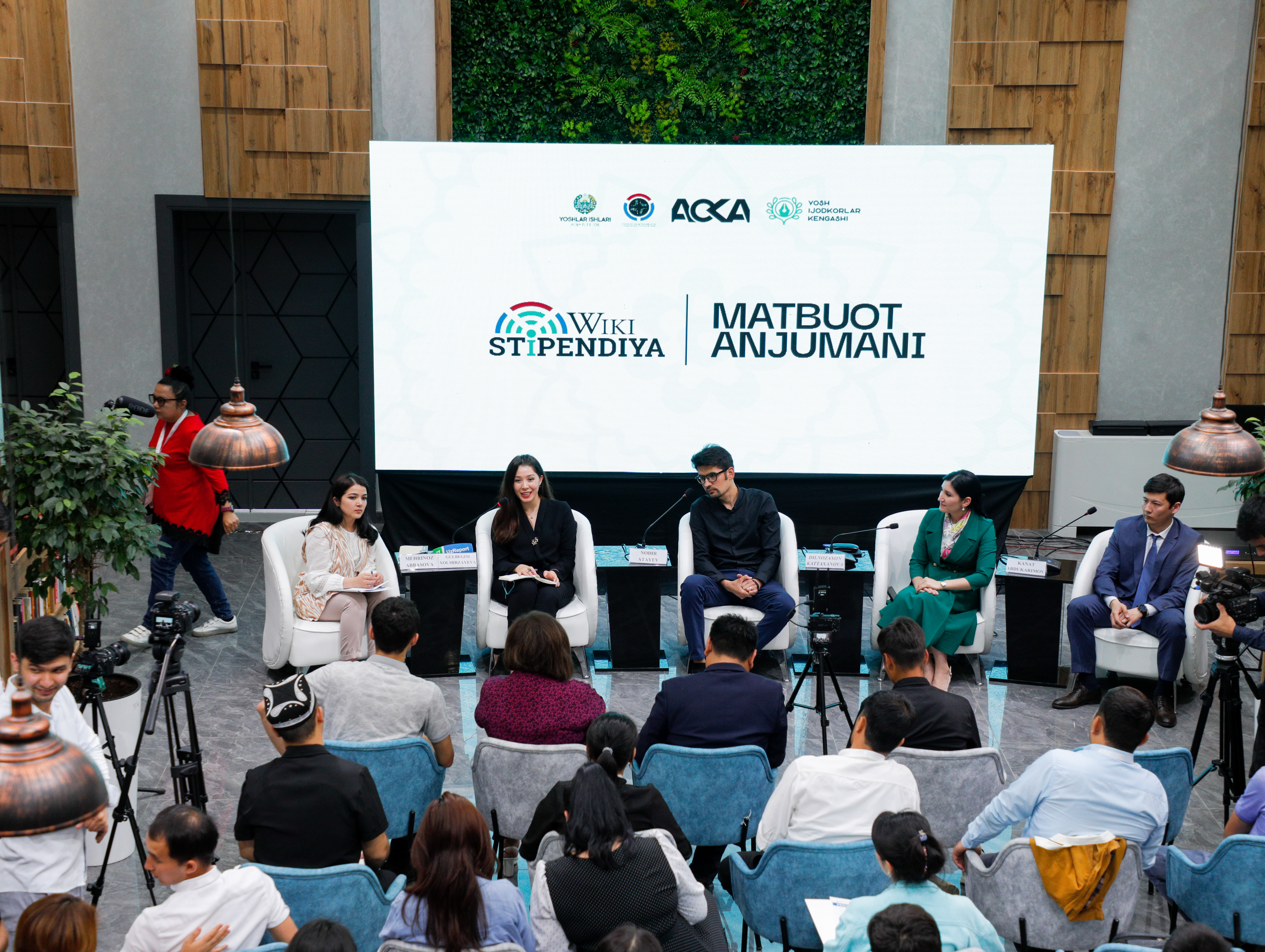
Conferencia de prensa de WikiStipendiya

Abbasova ha contribuido a la organización e implementación de varios proyectos importantes en la Agencia de Asuntos Juveniles de la República de Uzbekistán, en particular, el maratón WikiStipendiya. En junio de 2022, el presidente Mirziyoyev habló en un evento dedicado al Día de la Juventud y dijo: 

… Me alegró saber que por iniciativa de Mehrinoz Abbosova se han publicado más de 10.000 artículos en idioma uzbeko en Wikipedia, la enciclopedia electrónica más popular del mundo.

## Familia
Abbosova está casada con Xushnud Xudoyberdiyev, un bloguero y abogado uzbeko. Tienen un hijo, Mustafo.